# Майдан-Чернелевецкий
Майдан-Чернелевецкий (укр. Майдан-Чернелевецький) — село в Деражнянском районе Хмельницкой области Украины.
Население по переписи 2001 года составляло 331 человек. Почтовый индекс — 32230. Телефонный код — 3856. Занимает площадь 1,197 км². Код КОАТУУ — 6821586401.

## Местный совет
32230, Хмельницкая обл., Деражнянский р-н, с. Майдан-Чернелевецкий